# Aniculus maximus
Aniculus maximus är en kräftdjursart som beskrevs av John R. Edmondson 1952. Aniculus maximus ingår i släktet Aniculus och familjen Diogenidae. Inga underarter finns listade i Catalogue of Life.

## Bildgalleri

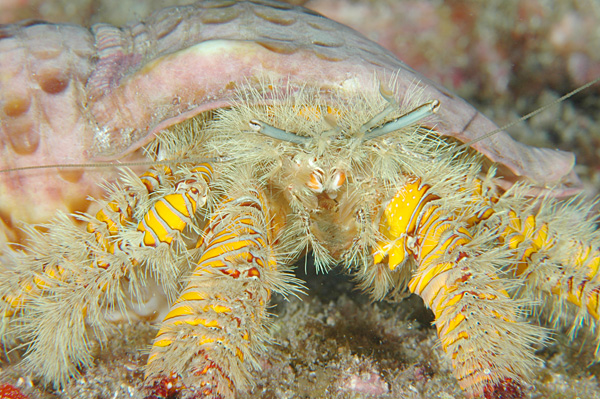
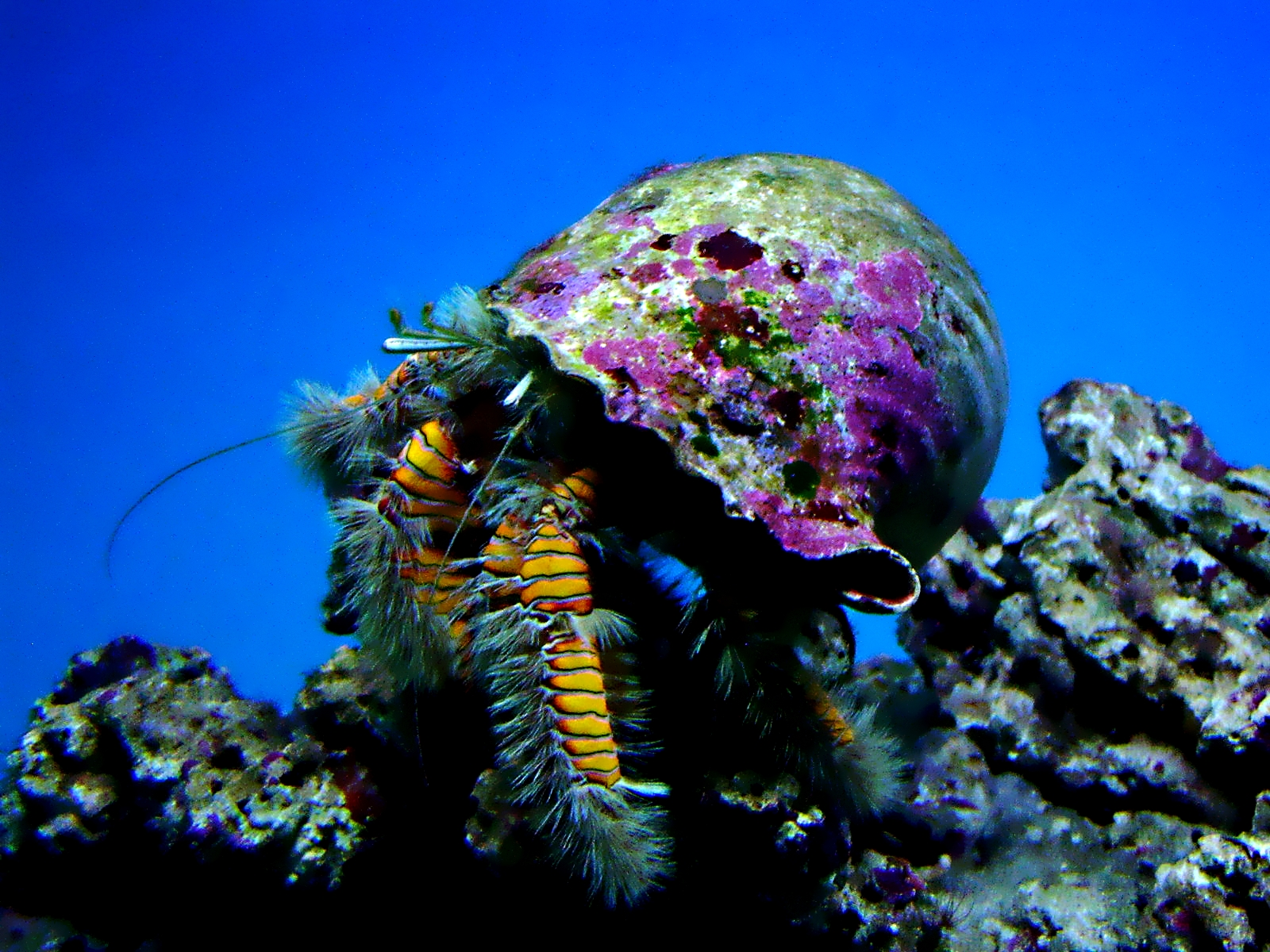